# Balog István (színművész)
Balog István (néhol Balogh, Lőcs (ma Horvátországban Luč), 1790. december 8. – Pest, 1873. június 21.) színész, színigazgató, drámaíró és fordító.

## Élete
Apja Balog László, anyja Terézia. Pécsett járt iskolába, s itt volt alkalma a német színtársaság előadásait meghallgatni a Duna-parti Rondellában és a színészetet megkedvelni. 1808 táján jött Pestre, ahol magyar szinészeket talált és azok előadásait látogatta. Eljátszotta a Hóra című színmű Zabolási közhuszár szerepét, melybe bele is sült. 1809-ben a Napóleon elleni nemesi felkeléshez csatlakozott és ennek megszűntével beállt magyar színésznek 1810-ben. 1811-ben Kultsár Istvánhoz szerződött, ahol a Bohó Misiben lépett föl. Már 1811-ben rendezte az első csapatot Pestről Komáromba és Győrbe. Innen visszatérve Pesten maradt 1815-ig. 1815-ben a debreceni »Köztársaság« nevű színtársulatot átvette és leginkább faluhelyekre vitte a színészeket, mondván: »A város úgyis művelt, a városiaknak nem köll tanítás, de műveljük a falut, mert annak sohasem jut ki a szellemi élvezetből.« 1816-ban Komáromban volt társaságával, majd mint egy színésztársulat igazgatója Felső-Magyarországot látogatta meg. 1818-ban megfordult a Dunántúlon. Pécsett neki köszönhetően hangzott el az első magyar előadás. Ugyanazon évben ő nyitotta meg a székesfehérvári színházat, 1819-ben innen is távozott. Ezentúl folytonos vándorlás volt élete, melyet visszaemlékezéseiben élénken írt le. 1820 után Kolozsvárt játszott. 1828. január havában Kaposvárott nótáriussá választották meg. 1829. november 5-től már ismét járta a falvakat és kisebb mezővárosokat. Az igazgatás azonban nem jövedelmezett, tehát elszerződött színésznek előbb Horváth, majd Komlóssy társulatához. 1834-ben Budán vendégszerepelt, 1839-ben a Nemzeti Színházhoz került, ahol mint működő színészt alkalmazták, a légszeszvílágítás kezelését ő reá bízták. Miután hallása megromlott, 1854. március 18-án 453 forint 60 krajcárral nyugalomba vonult. 1857. augusztus 31-én ünnepelték 50 éves színészi jubileumát a Nemzeti Színházban, a Cserny György című saját operájában. 1858-ban újra fellépett Keszy József társulatánál. 1861 áprilisában Újpesten egy korcsmában harmadmagával játszott. 1862-től mint a Nemzeti Szinház tisztviselője a pénztárnál működött. Koporsójánál Feleky Miklós tartott búcsúbeszédet. Eltemették a Kerepesi-temetőbe, díszsírhelyre. Katona József benső barátja volt és sokan szerették úgyis, mint színészt, színműírót és mint embert.
Első neje: Tenkler Lizi, aki szépségénél fogva a vidék legünnepeltebb színésznője volt, második neje: Magda Emília. Gyermekei: Jozefa, Gusztáv, Béla (született 1830. április 7-én, később színész lett), Etelka leánya (sz. 1848) Bakonyi István neje volt.

## Fontosabb szerepei
- Pedrillo (Eckartshausen: Arany idő)
- Ádám (Schenk–Weidmann: A falusi borbély)
- Boritzki Dani (Weisse–Simai K.: Házi orvosság)
- Zajtay István (Gaál J.: A peleskei nótárius)

## Munkái
Több darabot irt és fordított; ezek közül eredetiek:
- Cserny György (1812)
- Tündér Ilona (1827)[5]
- Lúdas Matyi (1838); (Régi Magyar Könyvtár 9. Budapest, 1898)
- Mátyás diák vagy a czinkotai kántor (1838)
- Angyal Bandi (1812)[5]
- Argyrus és Tündér Ilona (1880)
- Mátrai banditák (1836)

### Fordítások
- A bakőz (1833)
- Hajótörést szenvedők (1834)
- Hamis pénzverők (1835)
- Tréfa és valóság
- Miss Baba
- Enzersdorfi postalegény
- Kalapos és harisnyatakács
- Szerettetni vagy meghalni
- Festő és ikertestvére
- Bot, szemüveg, keztyű
- Anikó
- Lovag és szolga
- Ritka betegség
- Vadkömény árendás
- Zsák meglelte foltját

Színészi visszaemlékezéseit különböző időkből a Magyar Thalia (1853), Napkelet (1857-1858), Hölgyfutár (1857, 1859), Szinházi Látcső (1863) és Magyarország és a Nagyvilág (1878-1879) című lapok közölték.